# Vandopsis
Vandopsis, (abreviado Vdps) , es un género de orquídeas en la familia Orchidaceae. Contiene 4 especies que se encuentran en el Sudeste de Asia, norte y sur de China, las Filipinas, y Nueva Guinea.

## Taxonomía
El género fue descrito por Ernst Hugo Heinrich Pfitzer y publicado en Die Natürlichen Pflanzenfamilien 2(6): 210. 1889.

## Especies
- Vandopsis gigantea (Lindl.) Pfitzer
- Vandopsis lissochiloides (Gaudich.) Pfitzer
- Vandopsis shanica (Phillimore & W.W.Sm.) Garay
- Vandopsis undulata (Lindl.) J.J.Sm.]][2][3]